# Мордовская литература
Мордо́вская литерату́ра — литература мордовского народа на мокшанском и эрзянском языках.
Основное развитие имело устное творчество. Одним из ранних представителей мордовского сказительного искусства была Ефимия Петровна Кривошеева.
В конце 1920-х годов появились журналы «Мокша» на мокшанском языке и «Сятко» на эрзянском; письменная литература стала развиваться с 1930-х годов.

## Мокшанские авторы
- Безбородов, Михаил Ильич (1907—1935)
- Девин, Илья Максимович (1922)
- Дорофеев, Захар Фёдорович (1890—1952)
- Мишанина, Валентина Ивановна (1950)
- Пинясов, Григорий Ильич (1944)

## Эрзянские авторы
- Абрамов, Кузьма Григорьевич (1914—2008)
- Доронин, Александр Макарович (1947)
- Кириллов, Пётр Семёнович (1910—1955)
- Кривошеев Илья Петрович (1898—1967)
- Радаев, Василий Кузьмич (1907—1991)